# أنديرس ليندكويست
أنديرس ليندكويست (بالسويدية: Anders Lindquist)‏ هو مهندس سويدي، ولد في 21 نوفمبر 1942.